# La Minerve (Billancourt)
Pour les articles homonymes, voir La Minerve.
La Minerve est un constructeur automobile français.

## Production

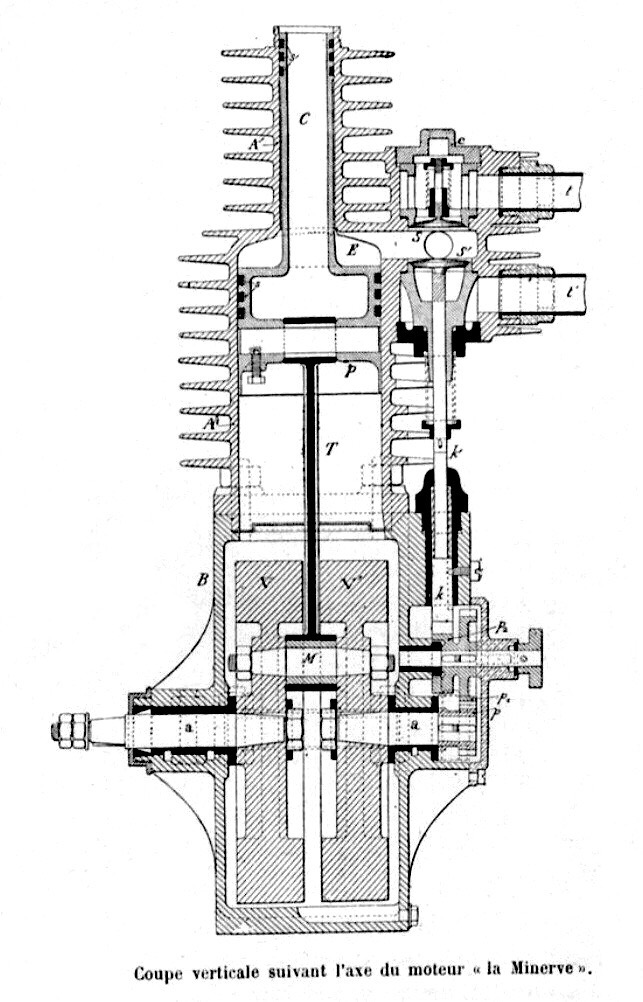
Moteur monocylindre 432 cm³ La Minerve 3 1/2 CV (1901).

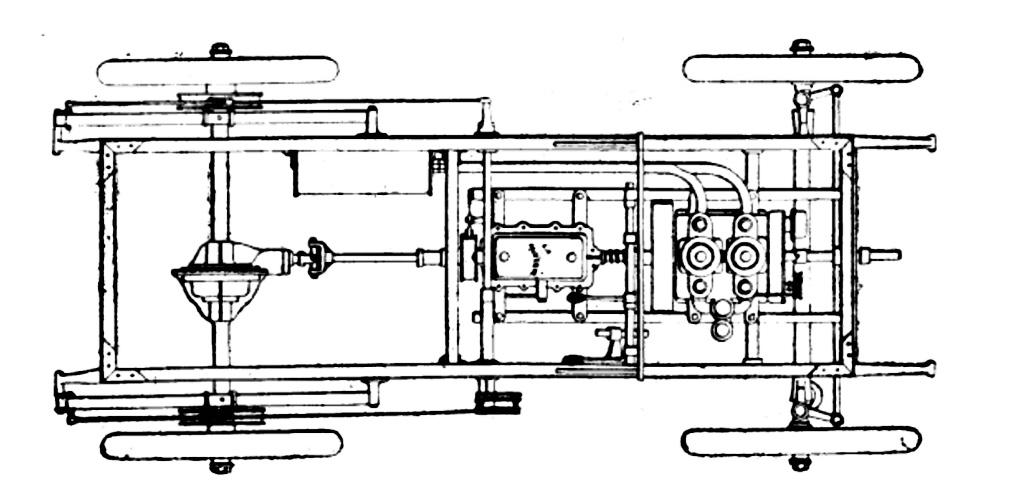
La Minerve 10 CV vue en plan (1903).

L’entreprise basée à Billancourt a commencé à produire des automobiles en 1897. Le nom de la marque était La Minerve  . L’usine était située au numéro 30 du Point du jour. Le premier Type 3 1/2 CV de 1901 était équipé d’un moteur monocylindre. La cylindrée était de 432 cm³ avec un alésage de 85 mm et une course de 80 mm. Le véhicule a été vendu pour 2950 francs. En 1902, la gamme se composait du modèle monocylindre 6 CV, qui était proposé en Angleterre sous le nom de Vesta, des modèles bicylindres 8 CV et 10 CV et du Moteur quatre cylindres 15 CV. En 1903, un modèle trois cylindres a été ajouté. En 1905, les grands modèles quatre cylindres 18 CV et 24 CV suivent. La production s’est terminée en 1906.